# DHL

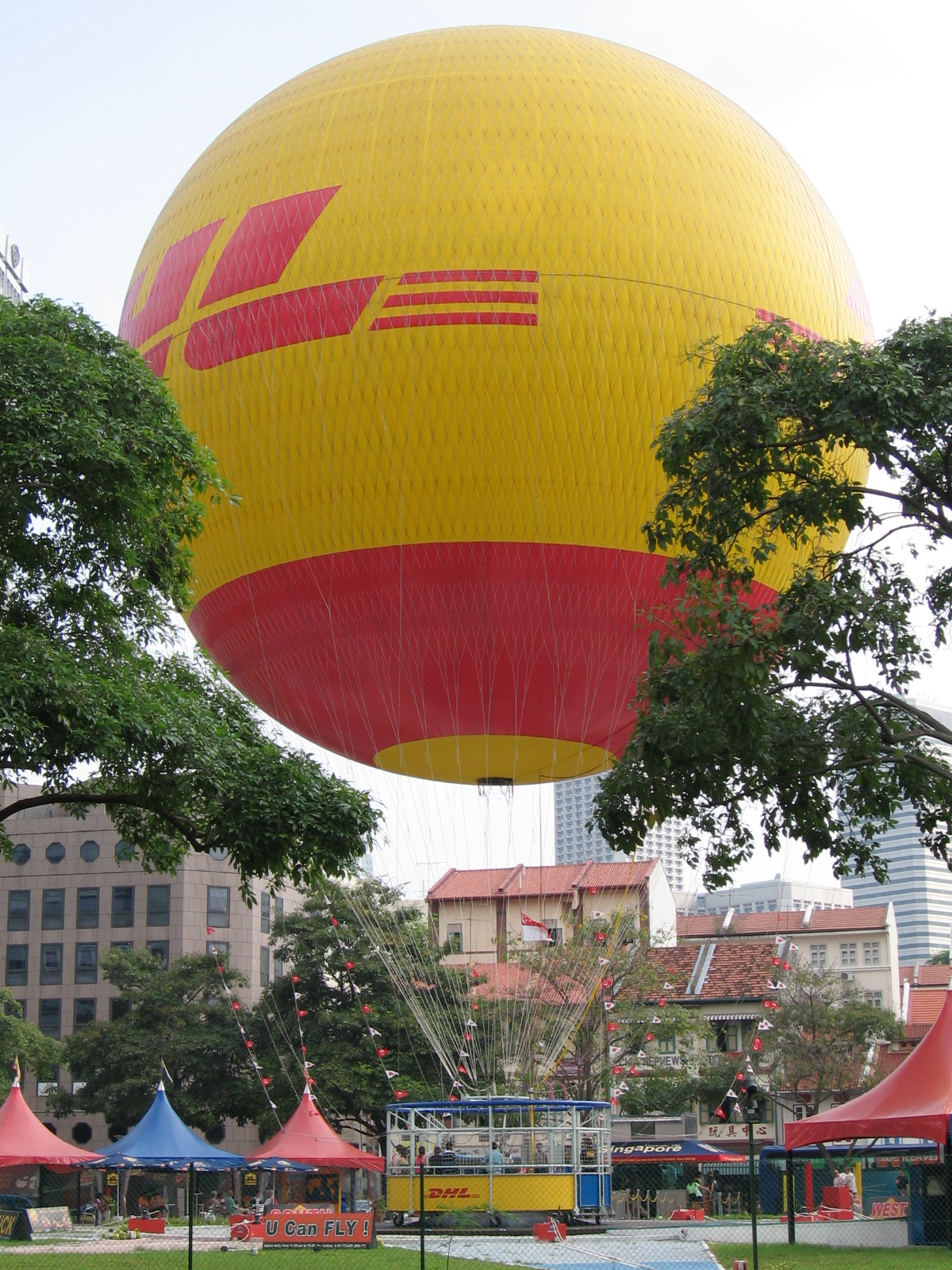
Um balão da DHL

A DHL (sigla que originalmente remetia a Dalsey, Hillblom and Lynn)  é uma divisão da Deutsche Post do setor de logística internacional e correio expresso. Tem sede na cidade alemã de Bonn.
Fundada em 1969, a DHL é um acrónimo do nome dos seus criadores norte-americanos, Adrian Dalsey, Larry Hillblom e Robert Lynn (History, 2008).
Na sua rede global incorpora cerca de 6 500 escritórios e mais de 120 000 destinos espalhados por mais de 220 países. Apesar de estar na terceira posição, em termos de empresas privadas na prestação de serviços nos Estados Unidos, onde foi fundada, a DHL domina o mercado internacional com aproximadamente 1,5 bilhões de envios por ano. Sob o lema «Nós movemos o mundo» a DHL é líder em diversos mercados como os serviços de expresso internacional, transporte aéreo e transporte terrestre, assim como em logística (Supply Chain).
Desde que foi adquirida pelo gigante alemão dos correios, em Dezembro de 2002, a sua marca tem crescido através da integração de outras empresas compradas pela Deutsche Post, algumas delas também líderes de mercado. O seu sucesso é derivado, em grande parte, da sua preocupação com a qualidade dos serviços que presta, sendo este factor, um baluarte do desenvolvimento da companhia. Com esse efeito, procura ter uma forte presença local associada à sua extensa cobertura planetária (Dhl Portugal, 2008). A nova DHL divide-se em cinco empresas especializadas, são elas: a DHL Express; DHL Freight; DHL Global Forwarding; DHL Supply Chain; DHL Global Mail (Divisões dhl, 2008).
O grupo vem também se destacando pelas suas acções de carácter humanitário, prestando auxilio em zonas de Desastre natural, (exemplo: o tsunami no Índico, no final de 2004) ou no terramoto no Nepal nomeadamente na Ásia, região em que possui uma forte presença.

## História

### Fundação e primeiros anos
Fundada em 1969, a empresa teve um rápido crescimento, devido à sua nova abordagem no mercado do transporte de correio. Os documentos  eram enviados, pessoalmente, por avião, a partir de São Francisco até Honolulu, o que, até então, era feito  por navio. Com isto, o tempo despendido no transporte era significativamente diminuído, bem como, os custos relativos às taxas de utilização dos portos, pois a duração do voo e do desalfandegamento aduaneiro da carga era feito mais rapidamente que a viagem dos navios, o que poupava bastante tempo e dinheiro aos seus primeiros clientes. Assim, com base neste novo conceito de entregas rápidas de documentos e envios, foi pioneira de uma nova indústria: «o correio expresso aéreo internacional» (A nossa, 2008).
O seu primeiro grande cliente foi o Bank of America, que necessitava de alguém para transportar cartas de crédito e outros documentos de forma rápida e viu na DHL o parceiro indicado. No início da década de 1970, a empresa decidiu apostar na sua internacionalização, em contraste com outros competidores directos, como a Federal Express.

### Expansão

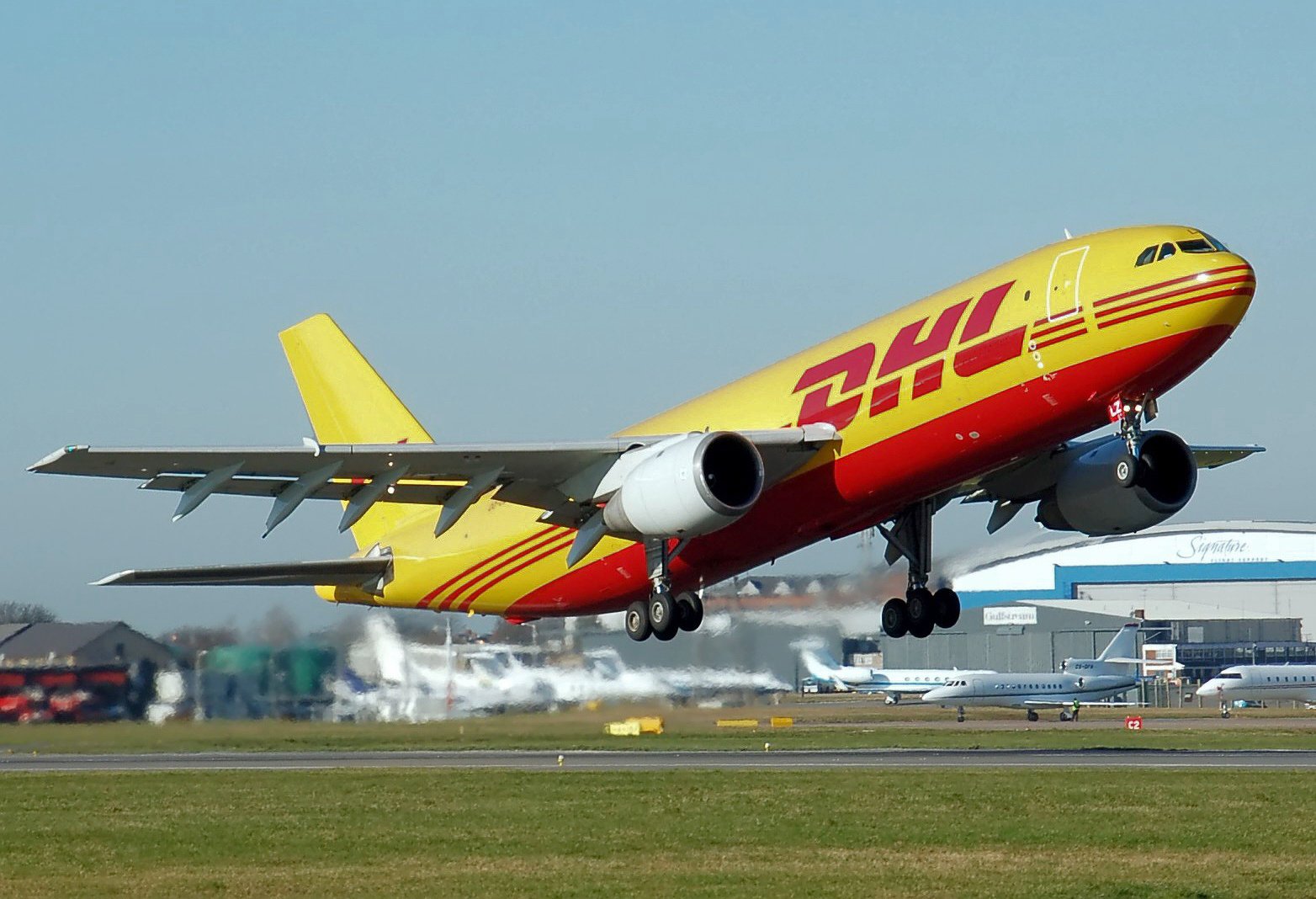
Airbus A300B4-200F de DHL

Em 1972, os três fundadores pretendiam expandir a empresa para fora dos Estados Unidos, e com esse efeito, contrataram Po Chung, um empresário de Hong Kong, com um objectivo de expandir a DHL à escala global. E assim foi criada a DHL International Ltd., uma nova empresa sedeada em Bruxelas, Bélgica, que trabalhava em separado da «empresa mãe», a DHL Airways, Inc. com sede em Redwood City, Califórnia.
Com isto a marca cresceu de forma muito célere, e assim, em pouco tempo expandiu-se a todo o globo. A empresa garantiu uma forte presença, primeiro em toda a região do pacífico. Em 1974, abriu actividade na  Europa, em 1977, na América do Sul, e, finalmente, em 1978, em África. Apostou em escritórios, e posteriormente, em hubs instalados estrategicamente. Esta aposta no mercado internacional veio a mostrar-se vantajosa, devido ao facto de, em pouco tempo, já representar dois terços do volume de negócios da empresa. No entanto, nos Estados Unidos, a empresa continuava sem conseguir competir de forma efectiva com outras companhias líderes de mercado, como a Federal Express (Pratt et al., 2000, p.694). Desta forma, em 1983, a DHL Internetional já era cinco vezes maior que a sua holding «doméstica».
Nos anos seguintes, a empresa conseguiu desbravar caminho por todo o bloco comunista, culminando este processo em 1986, quando é criada a DHL Sinotrans, sucursal da empresa estabelecida na China.
Em 1988, a DHL já estava representada em 170 países e empregava 16 000 funcionários.
No princípio da década de 1990, a companhia decidiu alargar os seus préstimos, deixando para trás o correio expresso como seu core business, deste modo, o transporte de cargas pesadas passou a figurar nos serviços oferecidos pela empresa.
Em 1994, agora apelidada de DHL Worldwide Express, a marca completou o seu vigésimo quinto aniversário com uma quota de 52 porcento em todo o mercado Asiático, deixando muito atrás os seus rivais FedEx e UPS, e por isso a empresa voltou a investir muito neste mercado em desenvolvimento.
No fim da década de 90 a DHL apostou em novos serviços nas áreas do transporte de mercadorias e da logística integrada. Começando assim a fazer parte da cadeia de abastecimento dos seus clientes.

### Era da Deutsche Post

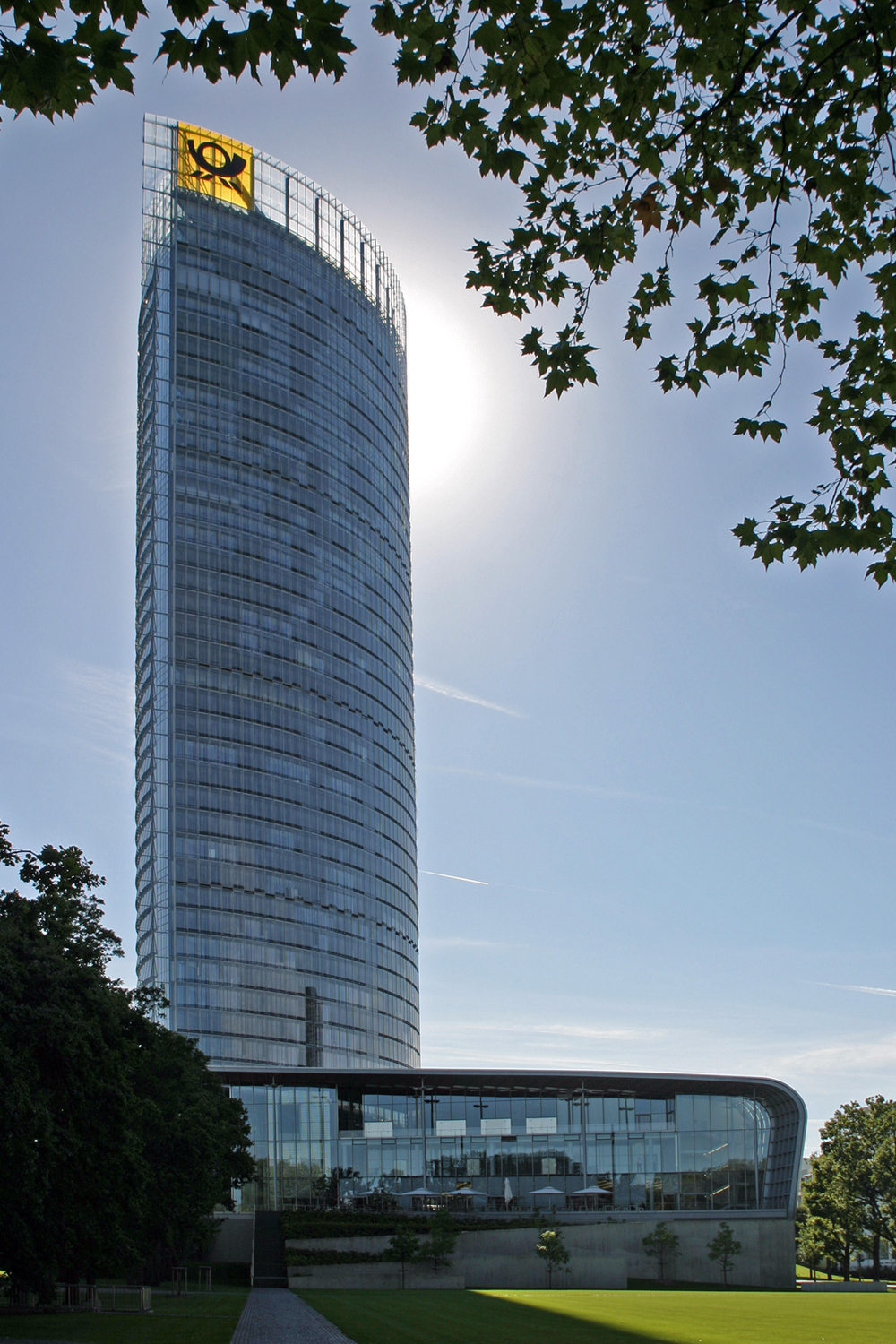
Post Tower, sede da Deutsche Post World Net, em Bona

Em 1998, o grupo alemão Deutsche Post World Net começou por adquirir 25% das ações da DHL Worldwide Express, até que em 2001 se tornou no acionista maioritário. Em 2002, acabou por garantir a totalidade do capital social da empresa.
A marca DHL saiu bastante valorizada desta operação, uma vez que, após a sua reformação, saiu como resultado da fusão de várias empresas adquiridas pela Deutsche Post. Isto fez da DHL «líder mundial em serviços internacionais de expresso, transporte terrestre e frete aéreo, bem como frete marítimo e logística contratual» (Sobre a, 2008).
As outras empresas integradas na DHL foram (Our history, 2008):
- Exel, companhia britânica de logística presente em 135 países;
- Deutsche Post Euro Express, empresa que já pertencia ao grupo alemão;
- Danzas, grupo suíço de serviços logísticos;
- Air Express International, a maior transportadora aérea de mercadorias dos Estados Unidos;
- Airborne Express, terceira maior companhia de correio expresso nos Estados Unidos;
- Guipuzcoana, empresa espanhola de transporte de encomendas porta-a-porta.

### Datas importantes
A cronologia de algumas datas importantes no desenvolvimento da empresa (Passos para, 2008):
- 1969: Em São Francisco, Califórnia, é fundada a DHL, por Adrian Dalsey, Larry Hillblom e Robert Lynn.
- 1971: A DHL cresce rapidamente devido ao desenvolvimento de várias parcerias, bem como à confiança que as empresas com quem trabalha depositam na companhia. Instala serviços no Extremo Oriente e região do pacífico.
- 1972: A empresa expande-se até ao Japão, Hong Kong, Singapura e Austrália.
- 1974: É aberto o primeiro escritório na Europa, em Londres, Reino Unido. À escala global, a DHL possui 3 052 clientes, e 314 trabalhadores.
- 1976–1978: Grande expansão, com novas sucursais no Médio Oriente, América Latina e África.
- 1977: Em Frankfurt é aberto o primeiro escritório na Alemanha.
- 1979: A DHL alarga o universo de clientes ao iniciar os serviços de entrega de pacotes, a juntar ao de documentos.
- 1983: É inaugurado um centro de distribuição internacional (hub) em Cincinnati, no estado de Ohio, Estados Unidos. Torna-se na primeira empresa de correio expresso a atingir o Leste Europeu.
- 1985: Abre um hub em Bruxelas, Bélgica, onde em média, por noite, são processados mais de 165 000 envios.
- 1986: A DHL é o primeiro agente de transporte aéreo expresso activo na China.
- 1990: Lufthansa, Japan Airlines e Nissho Iwai tornam-se parceiros comerciais da DHL.
- 1991: Depois da Guerra do Golfo, a DHL é a primeira companhia a reiniciar actividade no Kuwait.
- 1993: Investimento para a instalação de um hub no Golfo Pérsico, mais precisamente no Barém.
- 1995: Larry Lee Hillblom, um dos três fundadores da empresa morre num acidente de avião.
- 1998: A Deutsche Post compra as primeiras acções da DHL.
- 1999: A DHL Worldwide Express compra trinta e quatro novos Boeing 757 para substituir os ultrapassados Boeing 727 utilizados na rede Europeia e em África.
- 2000: O grupo Deutsche Post World Net adquire a Danzas.
- 2001: A Air Express International é incorporada no grupo Danzas.
- 2002: A Deutsche Post torna-se accionista maioritária e posteriormente dona de todo o  capital social de DHL Worldwide Express. É inaugurado um novo centro de tecnologias da informação em Scottsdale, estado do Arizona, Estados Unidos.
- 2003: O grupo Deutsche Post World Net é subdividido em três empresas, são elas:
  - Deutsche Post;
  - Deutsche Postbank;
  - DHL, que assim, se torna a marca exclusiva em todas a actividades de correio expresso e logística.

O amarelo e vermelho, tornam-se as cores da marca. A Airborne Express é adquirida pela DHL.
- 2004: São abertas novas instalações globais de tecnologias da informação em Praga, República Checa, de forma a substituir as de Londres. A DHL Global Mail tem agora quatro mil empregados em todo o mundo. Através da compra de 68% da Blue Dart, a empresa garantiu uma importante quota de mercado num país em grande desenvolvimento como a Índia.
- 2004/2005: Aquando do tsunami no Oceano Índico no final de 2004, a DHL, numa  resposta aos apelos feitos por organizações governamentais e humanitárias, disponibilizou voos charter gratuitos para o transporte de bens essenciais de emergência e ainda donativos monetários, quer directamente da empresa, quer através de campanhas de angariação de donativos.
- 2005: A  Deutsche Post World Net compra a empresa britânica de logística Exel. A Exel possuía 111 000 funcionários, distribuídos em 135 países.

## A DHL
A nova DHL é a empresa líder no mercado internacional em vários serviços, são eles: correio expresso; transporte terrestre; frete aéreo; frete marítimo; logística contratual. A empresa emprega mais de 285 000 trabalhadores, distribuídos por mais de 220 países. Tem cerca de 6 500 instalações e mais de 450 hubs, terminais e armazéns. Possui 420 aeronaves e 76 200 veículos rodoviários. Anualmente, elabora, mais de 1,5 biliões de envios para 120 000 destinos diferentes (A rede, 2008). A DHL procura destacar-se dos seus concorrentes pela excelência dos seus serviços.
No entanto, apesar de dominar em termos internacionais, a DHL é somente a quarta nos Estados Unidos, com 9 porcento de quota de mercado, atrás da USPS (32 porcento), FedEx (31 porcento) e UPS (25 porcento). A estimativa de receita nas Américas em 2008 é de 2,3 biliões de dólares (FedEx, 2008).

## Estrutura da empresa

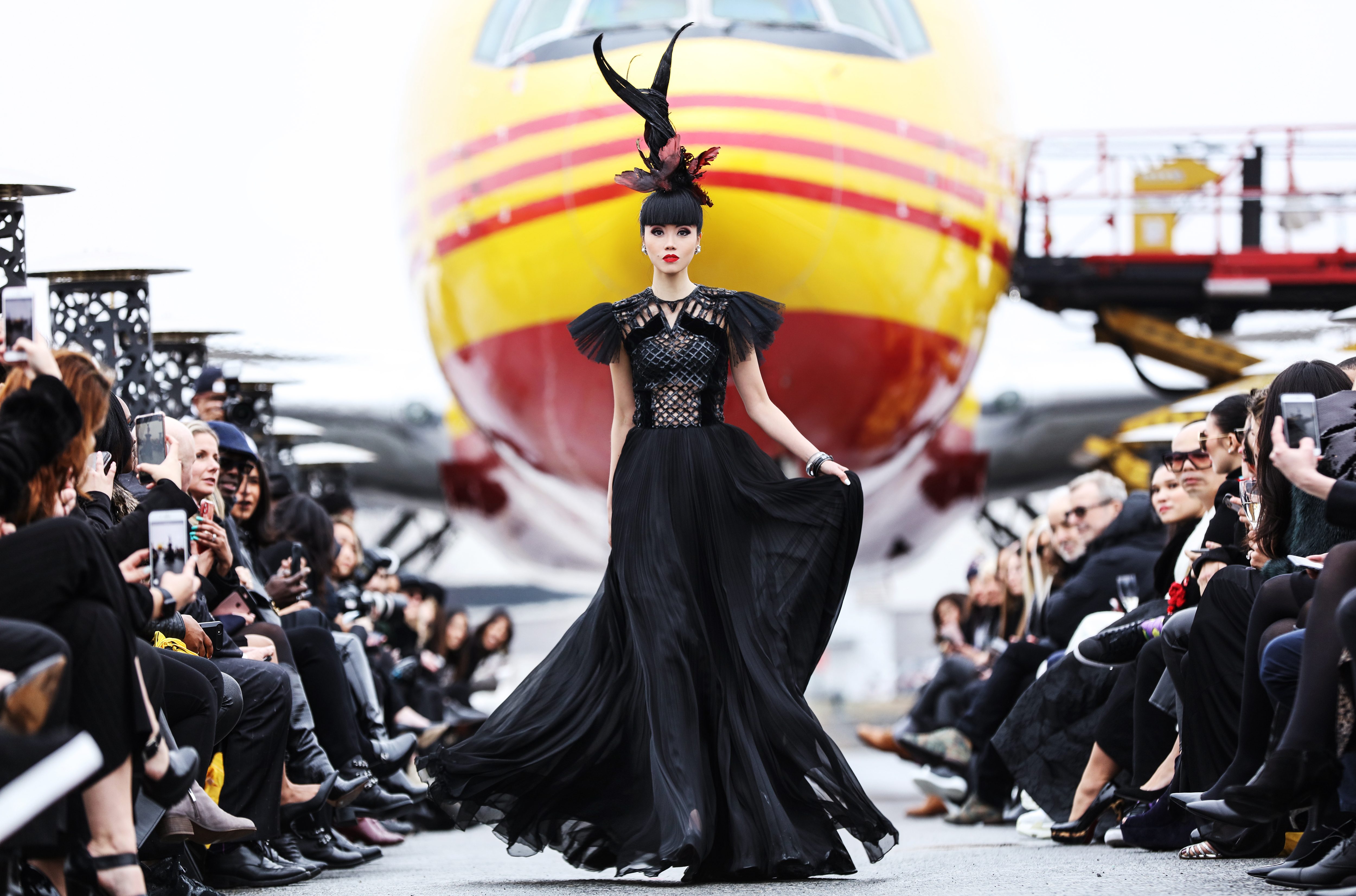
A modelo Jessica Minh Anh no desfile de moda e sustentabilidade com a DHL no Aeroporto Internacional John F. Kennedy, em 2020.

Seguindo a filosofia da empresa de estar perto dos seus consumidores, a DHL divide-se em muitas filiais, estabelecidas normalmente por país (exemplos: DHL Portugal, DHL Brasil, DHL Angola). O grupo está presente por todo o planeta, com cerca de trinta empresas (Brinca et al., 2004).
Mesmo em países onde não possui filial, tem também negócios e escritórios.
Em termos internacionais, a DHL global tem sede em Bona. A marca organiza-se em cinco áreas especializadas, em que a cada uma faz corresponder uma empresa, são elas (Dhl divisions, 2008):
- A DHL Express, entidade especializada no correio expresso.[2] Resultante da junção da DHL Worldwide Express e da Deutsche Post Euro Express, a sua rede possui mais de 120 000 destinos espalhados pelo mundo. A celeridade e exatidão nas entregas são o propósito desta organização.
- DHL Freight, empresa que opera na área do transporte de carga, quer ele seja rodoviário, ferroviário ou ambos. Esta secção do grupo é composta pelos anteriores serviços de transporte rodoviário da Danzas, bem como todos os serviços que eram da DHL, excepto documentos, encomendas e logística.
- DHL Global Forwarding, que se encarrega com o transporte de mercadorias, por via marítima e aérea. Fornece também serviços de logística, operando à escala mundial.
- DHL Exel Supply Chain, empresa formada após a integração da Exel no grupo Deutsche Post, que proporciona serviços de logística a «clientes chave», adaptados às especificações de cada um. Fornece soluções personalizadas com base nas tecnologias da informação para cadeias de abastecimento e sistemas de armazenagem entre outras. Nos serviços norte-americanos de logística, é utilizada a marca Exel.
- DHL Global Mail, que oferece serviços de correio internacional e também de marketing.

### Em Portugal

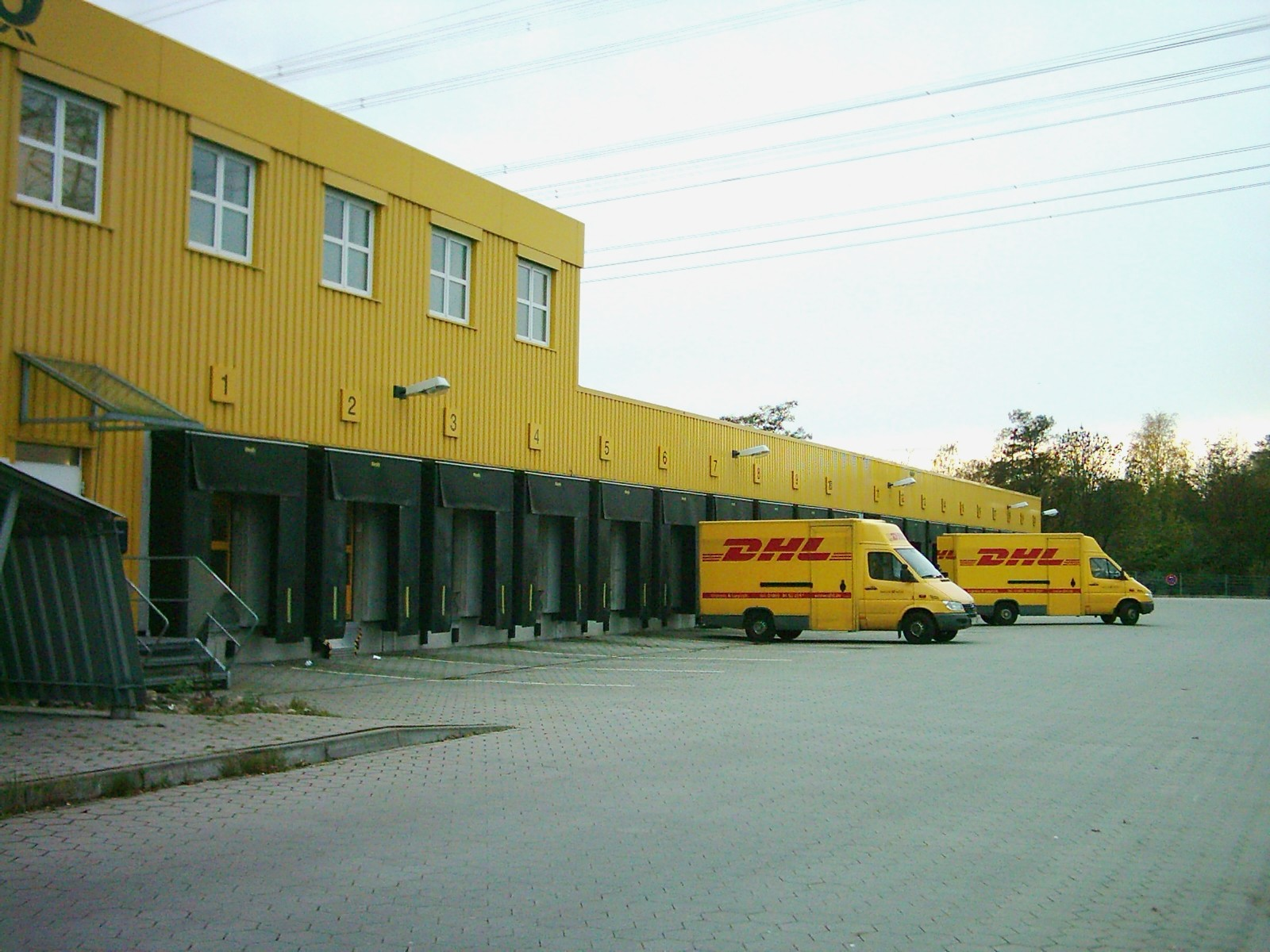
Armazém com viaturas da DHL

A DHL Portugal é a filial portuguesa do grupo. Resultado da união de três empresas: DHL Worldwide Express,  Guipuzcoana Euro Express e Danzas (História da, 2008).
A DHL Worldwide Express, opera em Portugal desde 1982 com uma vasta rede global, com capacidade de transporte para todo o mundo. Em Portugal desenvolveu uma filosofia de «Qualidade total e excelência» e, como reconhecimento desta prática, recebeu vários prémios. Por exemplo: a certificação ISO 9002, em 1996; o troféu de prata do prémio de excelência do sistema português da qualidade, em 1998; a categoria de ouro, da mesma distinção, em 1999; galardão, na categoria de grandes empresas, do prémio europeu da qualidade 2001, pela European Foundation for Quality Management, fazendo da DHL Portugal, a primeira empresa nacional distinguida com um qualaty prize em termos internacionais.
A  Guipuzcoana Euro Express, em Portugal desde 1995, como Guipuzcoana Transportes Lda, empresa também ela distinguida com o certificado de qualidade ISO 9002.
A Danzas, que começou em Portugal em 1968, com o transporte terrestre de mercadorias entre Portugal e a Suíça. Pouco tempo depois alargou os seus serviços à escala continental e, mais tarde, intercontinental, com a disponibilização de meios marítimos e aéreos. Em 1998, obtém o certificado de qualidade ISO 9002 e, em 2003, a nova norma ISO 9001. O grupo Danzas registou um grande evolução, passando de «transitário tradicional», a operador de serviços de logística, baseando a sua actuação nas tecnologias da informação.
O resultado da integração destas três empresas deu origem à nova DHL Portugal. Com um passado de distinções na área da qualidade, a nova empresa preocupou-se também com o seu capital humano, sendo por isso detentora de várias distinções a nível naciona e internacional.

#### Distinções da DHL Portugal
Aqui fica uma lista das distinções no âmbito da qualidade de serviços, responsabilidade social e ambiental, atribuídas à DHL Portugal, nos últimos anos:
- 2003:

Classificada como uma das «100 melhores empresas para trabalhar» pela Comissão Europeia. A DHL Portugal foi a primeira empresa do grupo a ser reconhecida com o prémio europeu de excelência.
É considerada pela Revista Exame e pelo instituto Great Place to Work como a «melhor empresa para trabalhar em Portugal».
- 2004 :

Volta a ser destacada como uma das «100 melhores empresas para trabalhar» pela Comissão Europeia (Dhl express, 2004).
Entra de novo no ranking da Revista Exame e do instituto Great Place to Work como terceiro lugar na lista de melhores empresas para trabalhar em Portugal (Dhl express, 2004). É reconhecida na área a responsabilidade social com a certificação SA 8000, atribuída pelo organismo BVQI (Dhl express, 2004). É-lhe atribuído o prémio «Melhor Companhia de Serviços Expresso Aéreo», pelo jornal Transportes & Negócios (Dhl express, 2004).
- 2005:

A DHL é de novo distinguida com a «norma de Gestão da Qualidade» ISO 9001:2000, pela Associação Portuguesa de Certificação (Dhl express, 2005). Ganha o prémio RH – Excelência, no âmbito do Fórum Recursos Humanos 2005, distinção atribuída a quem se destaca pelas boas políticas de gestão de recursos humanos adoptadas (Dhl express, 2005). É destacada pela empresa Sperantia e, pelo jornal Expresso, como empresa-modelo, nas melhores práticas de gestão do guia SRE 2005 (Dhl express, 2005).
A certificação SA 8000 é renovada pela BVQI, no âmbito da responsabilidade social (Dhl express, 2005). Eleita marca de excelência no SuperBrands Portugal 2005, livro que tem o propósito de promover o reconhecimento de marcas fenomenais nos domínios do mercado, longevidade e goodwill, fidelização e aceitação (Dhl express, 2005). Ganha o troféu Call Center, atribuído pela IFE (Internetional Faculty for Executives), na categoria de melhor customer service de Portugal na área de transporte e logística
(Dhl express, 2005).
- 2006:

É considerada «Melhor Comanhia de Serviço Expresso Aéreo» pelo jornal Transportes & Negócios (Dhl express, 2006).
- 2007:

A entidade de certificação APCER distingue o sistema de gestão ambiental da DHL Portugal com a norma ISO 14001:2004 devido ao seu desempenho ambiental sólido, tendo em conta a eficiência energética, a prevenção da poluição, optimização de consumos e gestão de resíduos, entre outros (Dhl express, 2007). É-lhe atribuída o troféu Call Center 2007, distinção na categoria de qualidade de serviço no atendimento ao cliente, efectuada por uma empresa não especializada, com call center interno de gestão própria (Dhl express, 2007).

### No Brasil

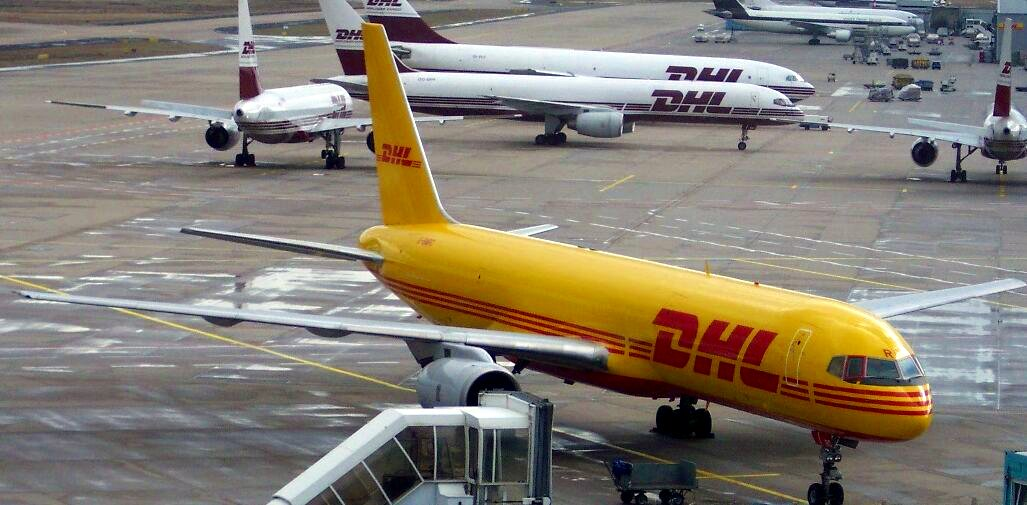
Um Boeing 757 da DHL

A DHL chegou ao Brasil em 1978 e atua com três divisões: DHL Express, DHL Global Forwarding e DHL Supply Chain, operando com filiais em todo o país. A participação no mercado de transporte expresso nacional não é muito expressivo, uma vez que a DHL tem como foco o transporte internacional. Além disso, no Brasil, a DHL opera através de aviões de outras companhias e não possui aviões próprios (Goés, 2007).
A divisão Global Forwarding é líder do mercado brasileiro em seu segmento: agenciamento de carga e desembaraço aduaneiro. A empresa foi reconhecida como melhor agente de cargas de 2008 pelos prêmios promovidos pela Infraero nos Aeroportos Internacionais de Guarulhos e Viracopos.
Em março de 2023, a DHL iniciou suas operações em Aparecida de Goiânia, cidade da região metropolitana de Goiânia, capital de Goiás. A quantidade de clientes em Goiás e a infraestrutura oferecida por Aparecida, foram alguns dos fatores que atraíram o empreendimento para a região.

## Concorrentes

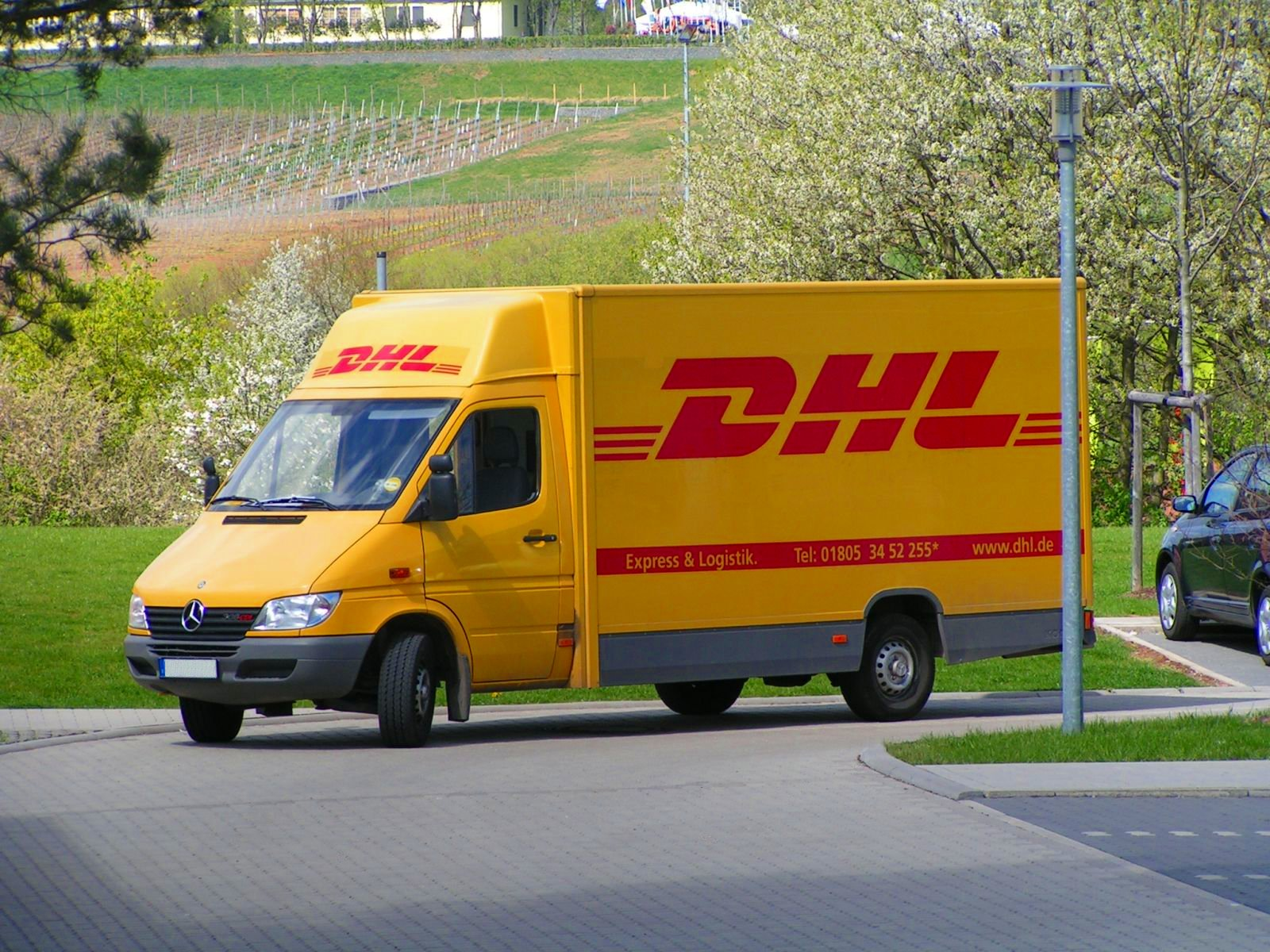
Carrinha de transporte da DHL

Os seus maiores concorrentes são a FedEx, UPS e TNT, além de concorrer diretamente com serviços postais nacionais como o USPS - United States Postal Service (serviço postal dos Estados Unidos da América) e o Royal Mail (serviço postal do Reino Unido).

## Responsabilidade social
A DHL, como uma empresa global, que actua localmente, tem consciência da sua «importância e obrigações para com a sociedade», por isso, procura agir pró-activamente, em primeiro lugar cumprindo o «papel primordial das empresas na sociedade», ou seja, criando trabalho, riqueza e oferecendo a sua solidariedade para com os mais desfavorecidos (Cidadania empresarial, 2008). Assim, na linha dos seus valores e prática de excelência, a DHL segue um conjunto de regras para com os seus empregados e para com a sociedade, são elas (Política de, 2008):
- Acção em consonância com os requisitos da norma internacional SA 8000;
- Cumprimento dos parâmetros legais de responsabilidade social inerentes à actividade da empresa;
- Igualdade e conformidade na interacção com os membros internos;
- Fomentação de parcerias com base em relações de ética e confiança mútua;
- Mobilização de profissionais dos seus quadros, para o voluntariado, no apoio ao incremento da qualidade de vida na comunidade;
- Publicação de todas as informações, que achar relevante, sobre o desempenho da empresa no âmbito da responsabilidade social.

## Preocupações ambientais
Em consonância com as questões sociais, surge, de modo cada vez mais forte, a preocupação de alguns agentes económicos com as questões ligadas ao ambiente, e preservação do mesmo. Assim, a DHL criou uma série de directrizes que visam orientar a empresa nesta matéria, são elas (Política ambiental, 2008):
- Seguir os princípios ambientais do Pacto Mundial da ONU, bem como do certificado ISO 14001 que é detido pela empresa.
- Tentativa de sensibilização interna para o papel social da actividade da empresa, e, também, para o desenvolvimento de uma «consciência ambiental» no seu quadro de trabalhadores.
- Tomada de mediadas, com o objectivo de minimizar os impactes nefastos para o ambiente, derivados da actividade da empresa.
- Cooperação estreita com os clientes, divulgando-lhes os seus «projectos, práticas e resultados na área ambiental» .
- Melhoramento dos processos «produtivos» da empresa, com base na inovação tecnológica que desenvolve, de modo à diminuição dos impactes causados pela actividade empresarial da companhia.

## Patrocínios

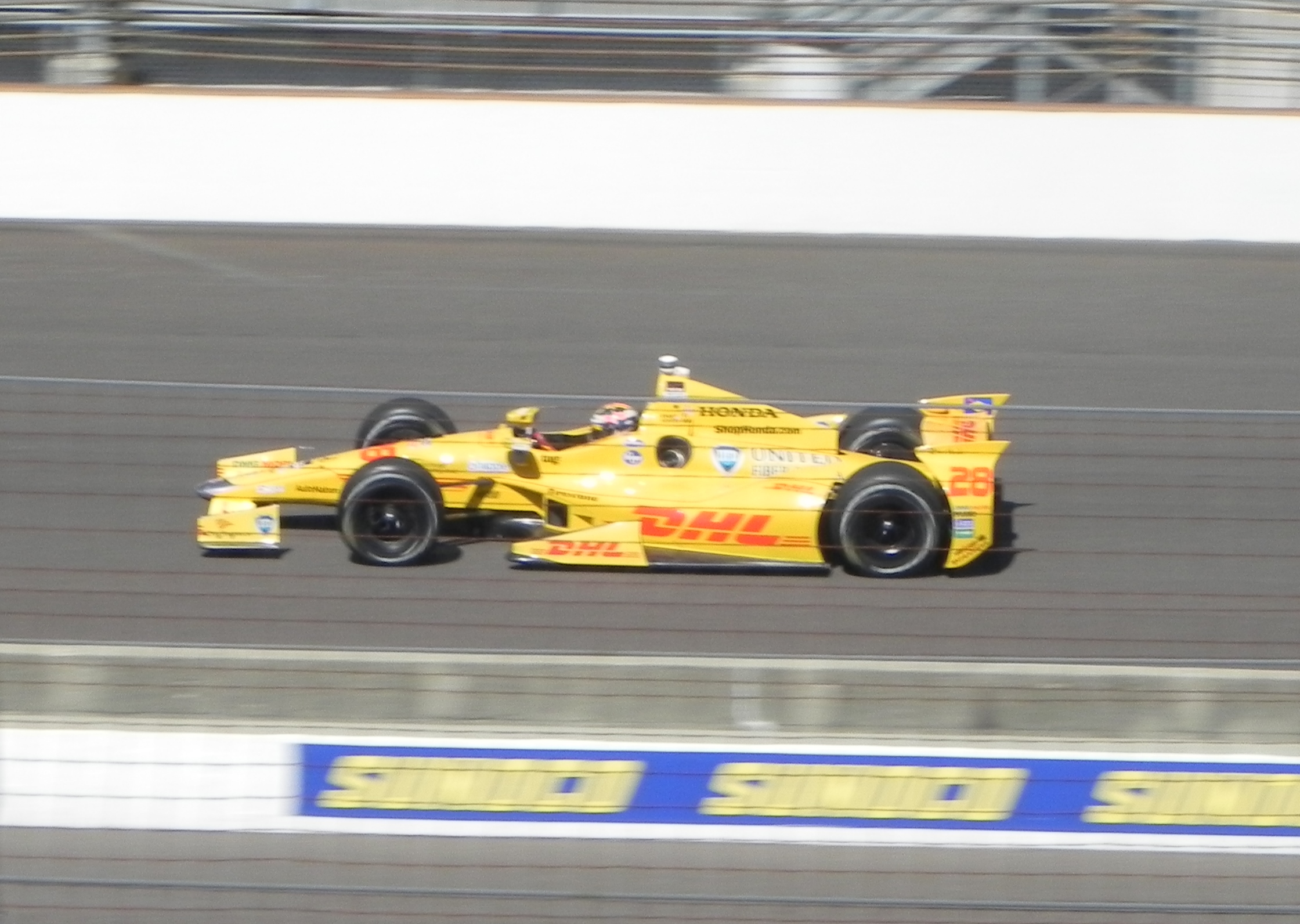
Carro da IndyCar Series com patrocínio da DHL.

A DHL tem uma história de patrocínio em vários esportes, no futebol patrocinou o Manchester United em 2011, o Bohemian F.C. da Irlanda em 2012 e o Bayern de Munique em 2014, no rugby patrocinou o Western Province e o Stormers em 2011, no voleibol o Modena Volley em 2015.
No automobilismo, patrocina equipes da Fórmula 1, da IMSA, da IndyCar Series e da NASCAR.